# 圣莱热代维涅
圣莱热德维涅（法語：Saint-Léger-des-Vignes，法語發音：[sɛ̃ leʒe de viɲ]）是法国涅夫勒省的一个市镇，位于该省南部，属于讷韦尔区。

## 地理
圣莱热德维涅（46°50'24"N, 3°27'17"E）面积9.18 平方千米，位于法国勃艮第-弗朗什-孔泰大區涅夫勒省，该省份为法国中部省份，北至约讷省，西北接卢瓦雷省，西接谢尔省，南至阿列省，东南接索恩-卢瓦尔省，东临科多尔省。
与圣莱热德维涅接壤的市镇（或旧市镇、城区）包括：拉马希讷、德西茲、尚韦尔、卢瓦尔河畔苏日。
圣莱热德维涅的时区为UTC+01:00、UTC+02:00（夏令时）。

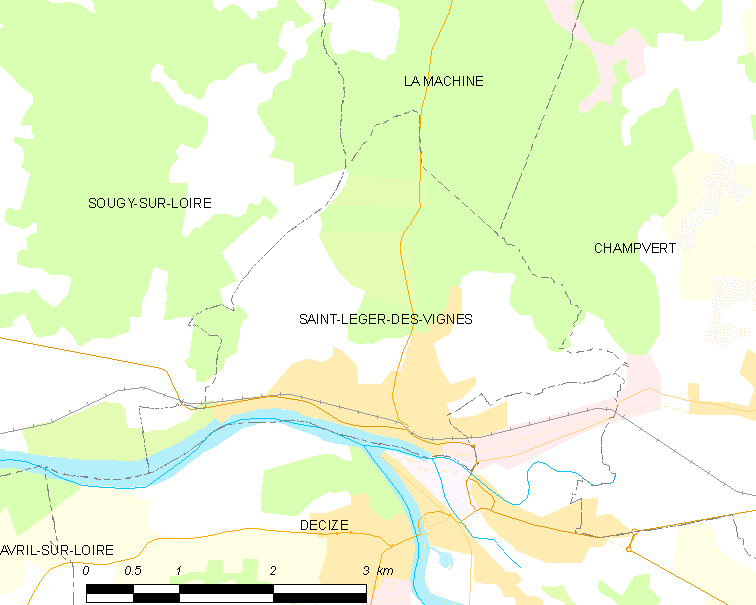
圣莱热德维涅的OSM定位图

## 行政
圣莱热德维涅的邮政编码为58300，INSEE市镇编码为58250。

## 政治
圣莱热德维涅所属的省级选区为德西兹县。

## 人口

1962-2008年间圣莱热德维涅人口变化图示

圣莱热德维涅于2022年1月1日时的人口数量为1669人。